# Гребінниця двозуба
Гребінниця двозуба, лофоколея двозуба (Lophocolea bidentata) — вид печіночників (печінкових мохів, Marchantiophyta). 

## Опис
Має дуже широке «листя» світло-зеленого кольору, що поділяється на парні частини. Дуже пахуча рослина, із запахом лісу та плісняви.